# サドン ストライク4
『サドン ストライク4』(Sudden Strike 4)は、ハンガリーのゲーム開発会社Kite Gamesが開発し、2017年に発売されたリアルタイムストラテジーゲーム。対応プラットフォームはWindowsに加えシリーズ初となるPlayStation 4。略称は『SS4』。
北米ではカリプソ・メディアから発売された。日本ではスクウェア・エニックスより2017年11月9日にPS4版が発売された。

## 概要
戦争をテーマにしたRTSゲーム「サドン ストライク」シリーズの4作目。
前作『サドン ストライク3』から10年ぶりとなる作品。第二次世界大戦を題材にしており、キャンペーンモードでは連合軍、ドイツ軍、ソ連軍のいずれかの軍を選び、史実に基づいた戦いが繰り広げられる。
「超上級者向け」と謳われており、難易度は高いが、難易度選択も用意されている。写真のようにリアルに描かれた戦場が特徴。ゲームは基本的にリアルタイムで進行するが、シングルプレイモードではポーズが可能で、ゲームの進行を一時止めて考えたり、コマンドを入力することも可能。
steam版にも日本語版があり、プレイには支障がないが旧日本軍の追加DLCのみジオブロッキングされており、そのDLCは『日本国外』で追加購入が可能となっている。

## ゲームシステム
本作では、「ゲーム内通貨」として、スターが存在する。ノーマルモードでは金星、イージーモードでは銀星を獲得できる。(後述のスキル解除に影響はない) これは、キャンペーンをクリアすることで貰える勲章の様なもので、パフォーマンスに応じて獲得することができる。これを使用することで新たなドクトリン(スキル)をアンロックすることができるようになる。
本作では、ドクトリンというシステムが存在する。歩兵ドクトリン、機甲ドクトリン、支援ドクトリンの3つの中から選択することができる。ドクトリンごとに特徴があり、例えば、歩兵ドクトリンでは、救急キットや歩兵の被ダメージ軽減などの恩恵を得ることができるようになる。
本作では、チャレンジと呼ばれるものが存在する。これは、ノーマルモードでスターを3つ獲得することで解除されるモードで、ペナルティを与えられた状態でミッションをクリアしなければいけなくなる。チャレンジモードでクリアすると、追加でもう一つスターを獲得することができる。また、このモードでプレイ中は、セーブやロードはできなくなる。
各キャンペーンミッション後には日誌が表示される。これは個人的な回想という形で、戦闘の主な出来事を振り返るものである。日誌の内容にはミッションの結果が反映され、ミッションに失敗すると日誌は表示されない。

## 登場人物
ヨハネス・ブラスコヴィッツ
ドイツ軍の司令官。「歩兵ドクトリン」のスキルを持つ。
ハインツ・グデーリアン
ドイツ軍の司令官。「機甲ドクトリン」のスキルを持つ。
フェードア・フォン・ボック
ドイツ軍の司令官。「支援ドクトリン」のスキルを持つ。
バーナード・モントゴメリー
連合軍（イギリス）の司令官。「歩兵ドクトリン」のスキルを持つ。
ジョージ・パットン
連合軍（アメリカ）の司令官。「機甲ドクトリン」のスキルを持つ。
オマール・ブラッドレー
連合軍（アメリカ）の司令官。「支援ドクトリン」のスキルを持つ。
コンスタンチン・コンスタンチノヴィチ・ロコソフスキー
ソ連軍の司令官。「歩兵ドクトリン」のスキルを持つ。
ゲオルギー・コンスタンチノヴィチ・ジューコフ
ソ連軍の司令官。「機甲ドクトリン」のスキルを持つ。
ワシーリー・イヴァーノヴィチ・チュイコフ
ソ連軍の司令官。「支援ドクトリン」のスキルを持つ。

## キャンペーン

### ドイツ軍キャンペーン
- セダンの戦い
- フランス侵攻
- バルバロッサ作戦
- スターリングラード攻防戦
- クルスクの戦い
- ファレーズ包囲戦
- バルジの戦い

### 連合軍キャンペーン
- オーバーロード作戦
- 生け垣の戦い
- ファレーズ包囲戦
- マーケットガーデン作戦
- バルジの戦い
- ヒュルトゲンの森の戦い
- プランダー作戦

### ソ連軍キャンペーン
- レニングラード包囲戦
- モスクワの戦い
- スターリングラード攻防戦
- クルスクの戦い
- 第四次ハリコフ攻防戦
- バラトン防衛作戦
- ベルリンの戦い